# Sam Kerr (football, 1999)
Pour les articles homonymes, voir Sam Kerr.
Samantha Mary Kerr, parfois abrégé Sam Kerr, née le 17 avril 1999 à Falkirk (Écosse), est une footballeuse internationale écossaise. Elle évolue actuellement au poste de milieu de terrain à Liverpool.

## Biographie
Dans sa jeunesse, Sam Kerr pratique le curling, poussée par son grand-père entraîneur, au Royal Caledonian Curling Club. Elle quitte le curling pour se consacrer au football à l'âge de 12 ans.

### En club
Elle rejoint alors la Central Girls Academy.
À 16 ans, en 2016, elle rejoint Glasgow City, nonuple champion d'Écosse en titre. Elle participe à leur dixième sacre, puis aux trois suivants, de 2016 à 2019. Cette année-là, elle remporte également la coupe d'Écosse.
Le 16 octobre 2019, en 8es de finale de Ligue des champions, elle inscrit un but après seulement 27 secondes de jeu face à Brøndby. Glasgow City est éliminé en quarts de finale (défaite 9-1 face à Wolfsburg).
Elle quitte Glasgow City en 2021 pour rejoindre un des rivaux de la ville écossaise, les Rangers.
Pendant la saison 2021-2022, elle participe à la campagne victorieuse des Gers en championnat d'Écosse, mettant fin à la domination de son ancien club, Glasgow City, sur la compétition. Durant cette saison, elle inscrit le premier but féminin au Ibrox Stadium lors d'un match face à Aberdeen.
En 2022, elle est nommée joueuse écossaise de l'année.
En 2023, après trois saisons chez les Rangers, elle signe au Bayern Munich, champion d'Allemagne en titre. En 2025, elle est prêtée six mois à Liverpool. Après six mois et quatorze matches de championnat disputés, elle est définitivement transférée chez les Reds.

### En sélection
Sam Kerr participe à l'Euro des moins de 19 ans en 2017.
Sam Kerr dispute son premier match avec l'équipe d'Écosse en mars 2020, lorsqu'elle rentre sur le terrain face à l'Ukraine en Pinatar Cup. Elle est titulaire pour la première fois un an plus tard, face au Portugal lors des qualifications pour l'Euro 2022.
En 2023, elle échoue à qualifier sa sélection pour la coupe du monde après une défaite en barrages face à l'Irlande.
À l'occasion d'une double rencontre amicale face à l'Australie en avril 2023, elle affronte son homonyme.

## Palmarès
Glasgow City
- Championnat d'Écosse (4) :
  - Championne en 2016, 2017, 2018 et 2019
- Coupe d'Écosse (1) :
  - Vainqueure en 2019

 Glasgow Rangers
- Championnat d'Écosse (1) :
  - Championne en 2021-2022

 Bayern Munich
- Championnat d'Allemagne (1) :
  - Championne en 2023-2024
- Supercoupe d'Allemagne (1) :
  - Vainqueure en 2024-2025

 Écosse
- Pinatar Cup (1) :
  - Vainqueure en 2020